# Coptocercus clarus
Coptocercus clarus är en skalbaggsart som beskrevs av Wang 1995. Coptocercus clarus ingår i släktet Coptocercus och familjen långhorningar. Inga underarter finns listade i Catalogue of Life.